# Igreja Presbiteriana Livre da América do Norte
A Igreja Presbiteriana Livre da América do Norte - em inglês: Free Presbyterian Church of North America - é uma denominação reformada presbiteriana, conservadora fundada na América do Norte, em 2005, por igrejas plantadas por missões da Igreja Presbiteriana Livre da Irlanda do Norte.

## História
Em 1951, o Presbitério de Down do Igreja Presbiteriana na Irlanda proibiu os presbíteros de uma congregação local de usar o salão da igreja para uma missão evangélica, promovida por Ian Paisley. Um grupo de pastores e igrejas insatisfeitos com a decisão se separaram e formaram a Igreja Presbiteriana Livre da Irlanda do Norte.
A partir disso, a denominação cresceu e se espalhou por toda a Irlanda do Norte. Depois disso, plantou igrejas na Inglaterra, Escócia, País de Gales e na República da Irlanda. Igualmente, começou a plantar igrejas na América do Norte em 1976.
Em maio de 2000, a Comissão Norte-Americana tomou a decisão de iniciar os passos para a formação da Igreja Presbiteriana Livre da América do Norte (IPLAN) e, em maio de 2004, apresentou formalmente uma petição unânime ao presbitério para a formação de suas igrejas norte-americanas em um novo presbitério. Em cumprimento a essas decisões, os oficiais do Presbitério de Ulster se reuniram com a Comissão Norte-Americana em Toronto em maio de 2005  o Presbitério da Igreja Presbiteriana Livre da América do Norte foi constituído.

## Doutrina
A denominação subscreve a Confissão de Fé de Westminster e não permite a ordenação de mulheres. Além disso, se destaca por permitir que suas igrejas optem pelo pedobatismo ou credobatismo e por exigir a abstinência de álcool.